# Брегово
Бре́гово (болг. Брегово) — місто в Видинській області Болгарії. Адміністративний центр общини Брегово.

## Населення
За даними перепису населення 2011 року у місті проживали 2527 осіб.
Національний склад населення міста:
| Національність   | Кількість осіб | Відсоток |
| ---------------- | -------------- | -------- |
| болгари          | 2300           | 94,1%    |
| цигани           | 125            | 5,1%     |
| турки            | 0              | 0%       |
| інша             | 11             | 0,4%     |
| не визначились   | 9              | 0,4%     |
| Всього відповіли | 2445           |          |

Розподіл населення за віком у 2011 році:
Динаміка населення: